# シンジャンゴベナトル
シンジャンゴベナトル（Xinjiangovenator "新疆のハンター"の意味）は白亜紀前期バランギニアンからアルビアンにかけて生息したコエルロサウルス類の恐竜の属である。

## 発見と種
化石は中国、新疆ウイグル自治区ウルホ区の連木沁累層（en）で発見され、1973年に董枝明によって記載された。ホロタイプ IVPP 4024-2は脛骨、3つの腓骨の断片、踵骨、距骨を含む関節した状態の部分的な右後肢であり、元々はファエドロサウルス（Phaedrolosaurus）の新たな標本だと考えられた 。しかし、ファエドロサウルスは識別特徴がない1本の歯に基づいており、この後肢の標本には2005年に独自の属名がオリバー・ラウフト（de）と徐星により与えられた 。タイプ種はXinjiangovenator parvusである。属名は発見された地域である新疆（Xinjiang）とラテン語で「ハンター」を意味するvenatorから派生している。種小名parvusはラテン語で「小さい」という意味である。

## 特徴
頸骨の長さは312 mmである。ラウフトと徐はこの種の固有派生形質である二つの独自の特徴を確立した。一つは脛骨の下端の外側の関節顆（他の骨と関節を形成する丸い隆起）が、脛骨の上部よりも背面にさらに拡張していること、もう一つは脛骨の下端部の前方に縦溝が存在することである。

## 分類
シンジャンゴベナトルは元々はマニラプトル類のincertae sedisに配置され、おそらくバガラアタン（Bagaraatan）と近縁であるとされた。後の分岐学的解析では基盤的なコエルロサウルス類であるとされている。

## 参照
1. ↑  Dong, Zhiming (1973). “[Dinosaurs from Wuerho]” (Chinese). Memoirs of the Institute of Vertebrate Paleontology and Paleoanthropology, Academic Sinica 11:  45–52.
2. 1 2 3  Rauhut, Oliver W.M.; and Xu, Xing (2005). “The small theropod dinosaurs Tugulusaurus and Phaedrolosaurus from the Early Cretaceous of Xinjiang, China”. Journal of Vertebrate Paleontology 25 (1):  107–118. doi:10.1671/0272-4634(2005)025[0107:TSTDTA]2.0.CO;2. ISSN 0272-4634.
3. ↑  J.N. Choiniere, J.M. Clark, C.A. Forster and X. Xu, 2010, "A basal coelurosaur (Dinosauria: Theropoda) from the Late Jurassic (Oxfordian) of the Shishugou Formation in Wucaiwan, People's Republic of China", Journal of Vertebrate Paleontology 30(6): 1773-1796